# Ecomuseo della Tuscia
L'Ecomuseo della Tuscia si trova a Grotte Santo Stefano nella Valle del Tevere in provincia di Viterbo, nel Lazio.
Rifacendosi al concetto di ecomuseo, promuove e valorizza l'esteso territorio della provincia di Viterbo, e con particolare attenzione al territorio dell'ex comune di Grotte Santo Stefano, Montecalvello, Vallebona e Fastello, proponendoli come un unico museo diffuso, caratterizzato da paesaggi bellissimi, ricchi di testimonianze storiche ed archeologiche di grande interesse.

## Territorio
La Tuscia è stata una regione storica che comprendeva i comuni della provincia di Viterbo che si trovano nel nord del Lazio, dove la storia di questi luoghi è ampiamente testimoniata sul territorio, da numerosi siti archeologici, da moltissimi borghi medievali e da bellissimi palazzi e ville rinascimentali.
L'origine vulcanica del territorio, formato prevalentemente da speroni di tufo e peperino che sovrastano ampie vallate ricche di corsi d'acqua, ha favorito l'insediamento umano fin dalla preistoria. Non è difficile infatti trovare testimonianze di insediamenti ipogei scavati nel tufo dove l'uomo ha trovato riparo per sé e per i propri animali. Gli Etruschi hanno lasciato testimonianza della loro presenza nella Tuscia, attraverso le loro tombe affrescate, ricche di vasi, gioielli in oro e monili di grande valore storico e artistico. Dell'età romana, sono presenti strade, ville, teatri, anfiteatri e acquedotti ben conservati che danno l'idea della grandezza e della potenza della Roma antica. Nel Medioevo, il territorio della Tuscia, si è arricchito di numerosi borghi che oggi costituiscono la maggior parte dei comuni della provincia viterbese, ricchi di tradizioni artistiche, agricole, artigianali, gastronomiche, culturali e religiose. Il Rinascimento nella Tuscia è stato segnato dalla presenza di famiglie molto ricche e potenti, le quali hanno saputo esprimere Cardinali e Papi, come i Farnese e gli Orsini che hanno lasciato palazzi e ville di grande valore artistico e architettonico. I secoli successivi al Rinascimento sono stati caratterizzati dalla presenza dei grandi latifondisti che sfruttando la povera gente, la costrinsero ad una vita contadina fatta di fatiche di stenti. Da queste terribili condizioni sociali, in alcuni casi nacque il fenomeno brigantaggio con personaggi come Domenico Tiburzi di Cellere detto "Domenichino" o Luigi Rufoloni di Grotte Santo Stefano detto "Rufolone" dei quali rimangono storie e leggende.

## Finalità
Le attività dell'Ecomuseo della Tuscia sono le seguenti:
- Studio dell'identità del territorio con pubblicazioni in merito.
- Collaborazione con altre associazioni, con le scuole, con le pro-loco e con i comuni della Tuscia.
- Promozione del territorio con visite guidate nei siti archeologici, storici e ambientali.
- Riscoperta e valorizzazione delle feste tradizionali.
- Servizio di informazioni turistiche, organizzazione di gite nel territorio in collaborazione con agenzie turistiche o le pro-loco.
- Riscoperta e promozione delle tradizioni popolari legate al territorio, ricerca e trasferimento delle conoscenze alle nuove generazioni.
- Sensibilizzazione delle comunità al rispetto e alla conservazione dei patrimoni territoriali, di tipo ambientale, paesaggistico o monumentale.

### Escursioni
L'Ecomuseo della Tuscia propone e promuove la visita in quei luoghi che non sempre sono segnalati nelle guide turistiche, e spesso organizza escursioni in zone e luoghi poco conosciuti ma di grande interesse.
I sentieri dell'Ecomuseo sono: 
- Il sentiero verso la cascata dell'Infernaccio, che si snoda lungo un percorso naturalistico di particolare interesse, nel fondo di una delle forre più profonde del Lazio, dove il salto del torrente Rigo, genera una cascata di rara bellezza. (da qualche tempo, questo tipo di attività è stata momentaneamente sospesa per seri motivi di sicurezza).
- I sentieri di Corviano, Piantorena, Monte Casoli, Monte Bisenzio ed altri, dove è possibile visitare antichissimi insediamenti ipogei scavati nel tufo.
- I sentieri degli etruschi all'interno della Selva di Malano, dove è possibile vedere alcuni monoliti in peperino utilizzati come altari per riti religiosi o propiziatori, tre questi il più interessante è la piramide etrusca, situata vicino all'area cimiteriale medievale di Santa Cecilia, nel territorio di Bomarzo. Altro interessante itinerario etrusco è quello che porta alla cosiddetta "Pietra dell'anello" tra Grotte Santo Stefano e Roccalvecce, dove seguendo un sentiero si sale in cima ad una collina sovrastata de una conformazione tufacea perfettamente squadrata, dove secondo alcune teorie, era il luogo dove i capi villaggio etruschi, si riunivano per i loro incontri religiosi e secondo una leggenda fu trovata una chioccia con i pulcini d'oro massiccio.
- I sentieri medievali, con visite ai resti di fortificazioni e castelli sparsi in tutta la Tuscia, alcuni visibili all'interno dei borghi e altri nascosti da fitta vegetazione lungo percorsi naturalistici nel territorio. In alcune occasioni, l'ecomuseo organizza anche eventi culturali o banchetti con tematiche medievali o della tradizione, presso la corte o le scuderie del castello di Montecalvello, previo autorizzazione del proprietario.
- I sentieri legati all'antica Roma, organizzati presso le rovine dell'antica città di Ferento "Civitas splendidissima", presso il parco archeologico di Vulci e presso le tante aree archeologiche risalenti al periodo, dove sono presenti i resti di antiche terme, strade, ville, acquedotti, cisterne, cantine ecc.
- I sentieri rinascimentali, organizzati con visite ai palazzi, ai parchi e ai giardini presenti nella Tuscia, tra i quali "Palazzo Farnese" a Caprarola, "Palazzo Panphili" a San Martino al Cimino, "Villa Lante" a Bagnaia, il "Parco dei Mostri" a Bomarzo e tanto altro.

Nei primi due anni di attività, l'Ecomuseo della Tuscia ha proposto e promosso molte attività tra le quali, oltre alle passeggiate, l'individuazione e in qualche caso il ripristino delle antiche fonti/sorgenti d'acqua nel territorio di Grotte Santo Stefano, come per esempio la "Fontana del tufo" in località "Piantorena", la manutenzione ed il restyling dei monumenti ai caduti delle due guerre mondiali a Grotte Santo Stefano e la posa di una lapide a ricordo dei caduti della Battaglia di Celleno avvenuta sul territorio di Grotte Santo Stefano nel giugno del 1944 sulla quale il Prof, Raffaele Moncada, docente alla Scuola militare di Teuliè di Milano, ha scritto il libro "Un lungo anno di guerra. Alto Lazio luglio 1943-giugno 1944".

## Pubblicazioni
L'Ecomuseo della Tuscia, ha anche pubblicato alcuni volumetti che fanno parte di una collana chiamata "I quaderni dell'Ecomuseo della Tuscia" dedicati al territorio.
1. Il primo è stato dedicato alla tradizionale maschera del carnevale grottano e si intitola: "Il paese del Bucèfere - Il carnevale fa testamento a Grotte Santo Stefano". 2012;
2. il secondo è stato dedicato ad una tradizione contadina di Fastello, intitolato: "Il solco di Sant'Isidoro a Fastello - Una ricerca folclorico-linguistica tra il lago di Bolsena e il Tevere". 2021;
3. il terzo è stato dedicato a Trilussa, che per un periodo visse a Grotte Santo Stefano, e si intitola "Tutto sommato... La Felicità - Trilussa a Grotte Santo Stefano a 150 anni dalla nascita". 2021;
4. il quarto è stato dedicato alle ricette tipiche di Grotte Santo Stefano ed è stato intitolato "Un anno a tavola con le ricette della tradizione - Ricette, ricordi e curiosità a Grotte Santo Stefano", che è stato presentato al pubblico il 12 novembre 2023 presso la propria sede.